# Lákshmana

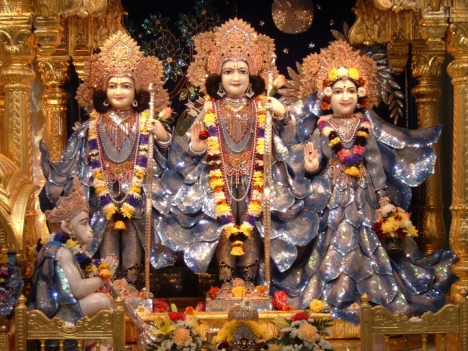
Deidades de Lákshamana (izquierda) con Rama (centro), Sītā (derecha) y Jánuman (arrodillado) en el templo Hare Krishna donado por George Harrison, en Watford (Inglaterra).

Lákshmana (en sánscrito "que tiene estigmas de buena suerte"), según el texto épico hindú Ramaiana, es el hermano menor y compañero del rey Rāma (hijo de Kaushaliá) durante sus aventuras y viajes.
Es hijo del rey Dásharatha con su esposa Su-Mitrā. Lákshmana y Shátrughna eran ambos hijos mellizos de Su-Mitrā, aunque solo Lakṣmaṇa es llamado Saumitri. Nació en Aiodhiá Estaba tan apegado a Rāma que era llamado «el otro yo de Rāma». En cambio Shátru-Ghna estaba apegado a Bharatá (hijo del rey Dásharatha y su esposa Kaikeí).
- Lakshmaná, en sánscrito
- लक्ष्मण (Lakshmaṇa), en letra devánagari
- Lakṣmaṇa, en transcripción IAST
- Láksmana, en malayo
- Lákhana o Lákjana birmano
- Phra Lak, en tailandés y lao
- Phreah Leak, en camboyano

## Nacimiento y familia
Lákshmana era hijo de Sumitra, la segunda esposa de Dásharatha, rey de Kosala.
Rama es el hermano mayor, Bharatá es el segundo, Lákshmana el tercero y Shátrughna el menor de los cuatro.
A pesar de ser mellizo de Shátrughna, Lákshmana estaba especialmente apegado a Rama, y el dúo era inseparable.

## Adepto de Rama
En los textos puránicos, Lákshmana es descrito como la encarnación de Ananta Shesha, la serpiente naga de mil cabezas sobre la que descansa el dios Vishnú en el océano primordial de leche (Kshira Sagara).
Encarnó en treta iuga (‘la tercera era’) como Lákshmana y en duapára iugá como Balarama (el hermano del dios Krishná).
Se dice que es el compañero eterno de Vishnú en todas sus encarnaciones.
Nunca codició el trono de Aiodhiá, ni dudó en seguir a su hermano al injusto exilio, incluso aunque no estaba obligado a hacerlo.
Cuando Rama se casó con Sita, Lákshmana se casó con la hermana menor de Sita, Urmilá.

## Durante el exilio
Al principio del exilio, cuando el justo rey Bharatá (el segundo hermano menor de Rama) entró en el bosque con su corte para persuadir a Rama a volver a Aiodhiá a hacerse cargo del trono, Lákshmana primero malinterpretó sus intenciones: creyó que el rey venía con intenciones maliciosas.
Rama, en cambio, conocía el amor que Bharatá sentía por él y le explicó a Lákshmana que Bharatá nunca trataría de hacerle ningún daño.
Lákshmana sirvió a Rama y Sita reverentemente durante el exilio, construyéndoles una choza en el bosque y haciendo guardia en el exterior durante las noches, acompañándolos en los largos viajes, sin quejarse o cuidar de sí mismo.

## El límite de Lákshmana
Sita le pidió a Rama que cazara un mágico venado dorado, entonces Rama le pidió a Lákshmana que cuidara a Sita, ya que presentía que algo andaba mal.
El venado en realidad era el demonio Maricha, que tenía que alejar a Rama y a Lákshmana para que el demonio Rávana pudiera raptar a Sita.
Cuando Rama hirió a Maricha, este, agonizante, gritó imitando la voz de Rama, pidiéndole a Sita y a Lákshmana que lo ayudaran.
Sita le ordenó a Lákshmana que fuera a ayudar a su hermano.
Como él se negó, ya que sabía que Rama era invencible, Sita lo insultó al sugerir que Lákshman deseaba que Rama muriera para quedarse con ella.
Esto superó los límites de Lákshmana, quien —profundamente ofendido en su celibato— salió a buscar a Rama. 
En el Bhágavata-purana se menciona que antes de irse, utilizando su poder místico, dibujó en el suelo con su arco el lákshmana rekha (el límite de Lákshmana) una línea en la tierra alrededor de la choza que Sita no debía cruzar, y que nadie (excepto Lákshmana o Rama) no podría traspasar si no era invitado.
Cualquier intruso moriría instantáneamente.
Sin embargo, Sita —debido a su compulsión por los deberes religiosos y a la compasión por un pobre bráhmana —que en realidad era Rávana disfrazado— cruzó la línea para darle limosna.
Así Rávana secuestró a Sita.
El Rama Charita Manas, el popular texto novelizado de la historia de Rama en el norte de la India, no menciona esta historia del «Lákshmana rekha» en su Arania Kanda (capítulo del bosque).
Tampoco lo hace la historia original, el Ramáiana de Valmiki.
Sin embargo, en el Lanka Kanda (capítulo de Lanka) del Ram Charit Manas (35, 1) Mandodari amonestó al malvado rey Rávan y se burló de sus pretensiones de valor, indicando que su valor era mínimo, ya que ni siquiera había podido cruzar una línea dibujada en el piso por el hermano menor de Rama, Lákshmana.

## Valor en la guerra
Lákshmana es considerado un guerrero casi tan poderoso como Rama.
En la guerra contra el demonio Rávana y su ejército ceilandés de monstruosos rákshasas, Lákshmana mató al hijo de Rávana, Indrayit, y a miles de poderosos demonios (como Atikaia y Prajasta, comandantes de Rávana).
Con Rama, mataron juntos a Kumbha Karna (‘orejas como ollas’), el gran gigante rákshasa.

### Muerte de Lákshman
Durante la batalla para rescatar a Sita, Lákshmana fue herido por un arma mística disparada por Indrayit, que le hizo perder la vida.
Rama y todos los demás quedaron chocados por el dolor, pero el médico del ejército explicó que solo la hierba especial sanyívani que crece en la montaña Dronagiri (en los Himalayas) podría traer de vuelta a la vida a Lákshmana.
Jánuman, el potente vánara (antropoide, ¿gorila?) seguidor de Rama, vuela toda la longitud del país Bharat hasta llegar a la cordillera Jimá Alaia (‘la morada de la nieve’, siendo himá: ‘nieve’ y alaya: ‘morada’).
Incapaz de encontrar la hierba medicinal, y sabiendo que no tenía tiempo que perder, Jánuman utilizó su increíble fuerza para levantar el pico completo de la montaña y llevarlo hasta la isla Lanka, la escena de la batalla.
Los vánaras encontraron la hierba mágica y Lákshmana fue resucitado.

### Muerte de Indrayit
Más tarde en la batalla, Lákshmana pelea contra Indrayit y lo mata.
Esta muerte fue considerada un punto de quiebre en la guerra, ya que Indrayit era considerado invencible, habiendo recibido sus poderes del dios Indra, el propio rey del cielo.

### Destino Final
Después de la guerra en Lanka, Rama fue coronado rey de Ayodhya y Bharata se convirtió en el príncipe de la corona. Rama había ofrecido Lakshmana convertirse en el príncipe de la corona se negó diciendo Bharata es mayor que él y es más merecedor del título. Él tenía dos hijos, y Angada Chandraketu.
Lakshmana es el que deja a Sita en los bosques cerca de la salvia Valmiki ashram 's después de Rama la destierra del reino. Lakshmana se mantiene fiel a su hermano y su lucha contra los hijos de Rama de la lava y Kusha más tarde. 
Tiempo después el Sabio Durvasa aparece en la puerta del palacio de Rama y Lakshmana estaba vigilando la puerta, exige una audiencia con Rama. En ese momento, Rama estaba teniendo una conversación privada con Yama. Antes de que comenzara la conversación, Yama dio instrucciones estrictas a Rama que su diálogo debía permanecer confidencial, y cualquiera que haya entrado en la habitación deveria ser relevado de su vida. Rama estuvo de acuerdo y confió Lakshmana con el deber de proteger a su puerta. Cuando Durvasa hizo su demanda, Lakshmana se negó cortésmente. A pesar de todo El sabio se enfureció y amenazó a maldecir a todos Ayodhya si Lakshmana no informó de inmediato Rama de su llegada. Lakshmana, en un dilema, decidió que sería mejor que solo él muriera para salvar a todos de Ayodhya de caer bajo la maldición de Durvasa y así interrumpe reunión de Rama para informarle de la llegada del sabio. Rama concluyó rápidamente su reunión con Yama y recibió el sabio con la debida cortesía. Con el fin de cumplir la promesa de su hermano, Lakshmana fue a las orillas del río Saryu resueltos en renunciar al mundo a través de la penitencia.

## Legado
Los hindúes adoran a Lákshmana por su devoción absoluta hacia Rama.
El cumplimiento de sus deberes como hermano menor se considera un sacrificio y muestra la superioridad de su carácter, ya que dichos deber fueron especialmente duros en condiciones adversas.
La vida de Lákshmana simboliza los obligaciones de un hombre hacia sus mayores y superiores, y el valor de la abnegación.
Aunque a veces se lo considera menos valeroso y heroico cuando se lo compara con Rama, Lákshmana se considera un elemento importante de la cualidad del mariada purushóttama (‘el hombre perfecto [respetuoso] de los límites’, personificado por Rama, siendo maryada: ‘límite [moral]’, purusha: ‘varón’ y úttama: ‘máximo’), por su lealtad inquebrantable, su amor y su dedicación a su hermano mayor tanto en las alegrías como en la adversidad.
Él mostró un gran coraje y presencia de espíritu cuando Rama quedó desesperado por el secuestro de Sita. Su furia y confusión fue tan grande que se dispuso a disparar un arma de fuego capaz de destruir toda la vida del bosque. Lákshmana detuvo a Rama, lo calmó y le explicó que el mundo no era responsable de su separación de su esposa, lo consoló y lo alentó a salir a buscarla y rescatarla.
Cuando el rey de los antropoides Sugriva consiguió devolverle a Rama las joyas de Sita, Rama se abatió por la ausencia de Sita, recordando las joyas que ella usaba. Entonces Lákshamana le dio el anillo que Sita usaba en el dedo del pie, para aliviar su tormento.
Con esto el texto sugiere que Lákshman nunca había visto el resto de las joyas de Sita porque nunca había pasado más allá de los pies de ella.
Como respecto por esta disciplina de Lákshmana, el gran poeta tamil Kamban escribió que su carácter una gran persona nunca mira con deseo a la mujer de otro».